# Consejo Nacional del Libro y la Lectura
El Consejo Nacional del Libro y la Lectura es un organismo técnico y consultivo chileno que administra el Fondo Nacional de Fomento del Libro y la Lectura y que depende del Ministerio de las Culturas, las Artes y el Patrimonio, además de asesorar al ministerio y las subsecretarías de Cultura y las Artes y Patrimonio Cultural y los ministerios y entidades públicas relacionadas sobre el desarrollo de políticas públicas en esta materia. De forma quinquenal, el Consejo Nacional del Libro y la Lectura propone una actualización de la política nacional del libro, la lectura y las bibliotecas. que articula junto a otras entidades públicas como el Ministerio de Educación, los Sistemas Locales de Educación, el Servicio Nacional del Patrimonio Cultural, el Sistema Nacional de Bibliotecas Públicas, la Biblioteca Nacional de Chile, las Secretarías Regionales Ministeriales de Culturas, Artes y Patrimonio, el Ministerio de Desarrollo Social, el Ministerio de Ciencia y Tecnología, el Ministerio de Economía, el Ministerio de Relaciones Exteriores (a través de DIRAC y PROCHILE), CORFO, la Dirección Chilecompra, los gobiernos regionales, las municipalidades, entre otras entidades públicas, así como a entidades de asociatividad a nivel nacional y regional, entidades de gestión de derechos de autor y derechos conexos, agentes del sector cultural, educadores, mediadores de la lectura, gestores culturales y agentes de la sociedad civil

## Funciones
El Consejo Nacional del Libro y la Lectura es un organismo colegiado de carácter técnico cuyo objetivo es asesorar al Ministerio de las Culturas, las Artes y el Patrimonio "en la formulación de la Política Nacional de la Lectura y el Libro" (Ley N° 19227). Estas funciones han sido ampliadas en conformidad a la a Ley n° 21.045, promulgada el 13 de octubre de 2017 y publicada en el Diario Oficial el 3 de noviembre del mismo año. Es el organismo que dispone de las políticas públicas en su área de competencia bajo los lineamientos de los planes quinquenales de la política cultural nacional y de las políticas sectoriales en materia del libro, la lectura y las bibliotecas.
Una de sus funciones principales es la asignación de los recursos destinados al Fondo Nacional de Fomento del Libro y la Lectura, que se realiza a través de convocatorias anuales de concurso público. El objetivo del Fondo es apoyar al desarrollo de proyectos, programas y acciones y ayuden y promuevan la creación literaria, el fomento de la lectura, la accesibilidad a la cultura para toda la población desde un enfoque de derechos culturales, el fortalecimiento y profesionalización de la industria del libro, la asociatividad entre los actores del sector cultural y las bibliotecas públicas. Además, gestiona diversos programas que estimulan la formación y profesionalización de creadores y agentes culturales en esta área. Asimismo, sus ámbitos de acción incluyen el sistema de premios nacionales en el ámbito del libro y la lectura e iniciativas, programas e instancias de carácter técnico dirigidas al fomento del sector creativo, incluyendo además la participación de la sociedad civil.

## Estructura
El Consejo Nacional del Libro y la Lectura como organismo técnico asesor dependiente del Ministerio de las Culturas, las Artes y el Patrimonio se estructura de la siguiente manera:
- Presidente/a: Subsecretario/a de la Cultura y las Artes en funciones.
- Secretario/a Ejecutivo/a: designado por el/la Subsecretario/a de la Cultura y las Artes en funciones .

Y consejeros representantes de los siguientes gremios e instituciones públicas:
- Representante del Presidente de la República, designado por el Presidente de la República.
- Representante del Ministerio de Educación, designado por el Ministro/a de Educación en funciones.
- Representante del gremio de los profesores designado por el Colegio de Profesores.
- Representante del gremio de los bibliotecarios, designado por el Colegio de Bibliotecarios.
- Representante del gremio de los distribuidores y libreros, designado por Cámara Chilena del Libro.
- Dos representantes del gremio de los escritores y escritoras, designados por la Sociedad de Escritores de Chile y otras entidades de asociatividad nacional y regional y entidades de gestión de derechos de autor y derechos conexos.
- Representante del gremio de los editores, designado por la Sociedad de Editores de Chile y otras entidades de asociatividad a nivel nacional y regional.
- Dos representantes de la Academia, designado por el Consejo de Rectores.
- Representante del Servicio Nacional del Patrimonio Cultural, designado por su Director/a en funciones.

## Integrantes
Al año 2023, las personas que componen el Consejo Nacional del Libro y la Lectura son las siguientes:
- Presidente: Noela Salas Sharim, Subsecretaria de la Cultura y las Artes en funciones.
- Secretaria ejecutiva: Aracelly Rojas Vallet.[11]

Consejeros:
- Vacante, en representación del Presidente de la República en ejercicio.
- Millaray Navarro Ayala, en representación del Ministerio de Educación.
- Vacante, en representación del Colegio de Profesores.
- Fernando Bravo Arenas, en representación del Colegio de Bibliotecarios.[11]
- Omar Sarrás Jadue, en representación de distribuidores y libreros.
- Jorge Calvo Rojas, en representación del gremio de los escritores.
- María de la Luz Ortega Hernández, en representación del gremio de los escritores.[11]
- Juan Carlos Sáez, en representación del gremio de los editores.
- Vacante, en representación de la Academia.[12]
- Yenny Aris Castillo, en representación de la Academia.
- Paula Larraín Larraín, en representación del Servicio Nacional del Patrimonio Cultural.